# Iwan Kułyk
Iwan Kułyk (ukr. Іван Кулик, ur. 16 marca 1979 w Przewłoce) – ukraiński biskup greckokatolicki obrządku bizantyjsko-ukraińskiego, eparcha kamieniecko-podolski od 2019.

## Życiorys
Iwan Kułyk kształcił się m.in. na Katolickim Uniwersytecie Lubelskim Jana Pawła II, będąc jednocześnie alumnem Metropolitalnego Seminarium Duchownego Ukraińskiego Kościoła Greckokatolickiego w Lublinie. Po obronie pracy magisterskiej powrócił na Ukrainę, gdzie święceń kapłańskich udzielił mu 8 maja 2005 bp Mychaił Sabryha (Михаїл Сабрига). Następnie odbył studia licencjacko-doktoranckie w Instytucie Patrystycznych Augustinianum w Rzymie, uzyskując tytuł licencjusza nauk patrystycznych. W czasie pobytu w Rzymie rozpoczął posługę duszpasterską we wspólnotach greckokatolickich na terenie Włoch.
Przez Synod Biskupów Ukraińskiego Kościoła Greckokatolickiego został wybrany pierwszym eparchą kamieniecko-podolskim, a 10 września 2019 Papież Franciszek zatwierdził ten wybór. 1 grudnia 2019 przyjął chirotonię biskupią z rąk arcybiskupa większego Światosława Szewczuka.